# 6869 Funada
6869 Funada (1992 JP) là một tiểu hành tinh vành đai chính được phát hiện ngày 2 tháng 5 năm 1992 bởi K. Endate và K. Watanabe ở Kitami.